# 2,2-dimethyl-1,3-propaandiol
2,2-dimethyl-1,3-propaandiol of neopentylglycol is een diol, een tweewaardig, primair alcohol. Het is een kleurloze, kristallijne vaste stof.

## Synthese
2,2-dimethyl-1,3-propaandiol wordt bereid uit isobutyraldehyde en formaldehyde. Het product van de aldol-reactie van deze beide verbindingen wordt met waterstofgas omgezet in 2,2-dimethyl-1,3-propaandiol:

## Toepassingen
2,2-dimethyl-1,3-propaandiol wordt hoofdzakelijk gebruikt in de productie van polyesterharsen, onder meer voor coatings. Deze polyesters zijn het product van polycondensatiereacties waarbij de verestering van 2,2-dimethyl-1,3-propaandiol met een tweewaardig carbonzuur of carbonzuuranhydride gebeurt, of de omestering van 2,2-dimethyl-1,3-propaandiol met een ester van zo een carbonzuur.
2,2-dimethyl-1,3-propaandiol kan zoals andere alcoholen omgezet worden tot corresponderende ethers en esters. Een voorbeeld is neopentylglycoldiglycidylether dat onder andere als harder aan epoxylijmen wordt toegevoegd.